# Sumehr
Sumehr of Summarized Electronic Health Record is een Kmehr-bericht, gebruikt voor de uitwisseling van medische informatie. Het bevat de minimale dataset die een arts nodig heeft om de medische toestand van de patiënt in enkele minuten te kunnen evalueren en zo continuïteit van zorg te kunnen garanderen. De Sumehr-standaard werd ingevoerd door de Belgische regering in 2005 en een EMD softwarepakket gebruikt door een (huis)arts zou in staat moeten zijn om een Sumehr-bericht (Kmehr bericht level 4) voor een patiënt te exporteren.

## Datavelden
- Aanmaakdatum
- Auteur
- Patiëntidentificatie
  - Gezondheidsnummer (verplicht item – leeg indien niet beschikbaar)
- Patiëntgegevens
  - Familienaam
  - Voornamen
  - Geslacht
  - Geboortedatum
  - Moedertaal
- Contactpersoon
- Risicofactoren
  - Allergieën
  - Geneesmiddelreacties
  - Sociale factoren
  - Andere factoren
- Relevante persoonlijke antecedenten
  - IBUI (Frans: Identificateur Belge Unique, Nederlands: Belgische Unieke Identificator) and ICPC-2 en ICD-10 (leeg IBUI toegelaten)
  - Startdatum
  - Einddatum
  - Tekst
- Actuele probleemlijst
  - IBUI en ICPC-2 (leeg IBUI toegelaten)
  - Startdatum
  - Tekst
- Relevante medicatie
  - CNK (Code National(e) Kode) of andere Id (indien CNK niet beschikbaar)
  - Administratieve informatie
  - Instructies voor de patiënt
  - Startdatum
  - Einddatum
  - Tekst
- Vaccinatiestatus
  - Toegediend
    - CNK en/of ATC (Anatomical Therapeutic Chemical-code)
    - Datum

  - Toe te dienen
    - CNK en/of ATC
    - Datum
- Contextuele commentaar

## Bron
- Sumehr V2.0